# Década de 990
Séculos: (Século IX - Século X - Século XI)
Décadas: 940 950 960 970 980 - 990 - 1000 1010 1020 1030 1040
Anos: 990 - 991 - 992 - 993 - 994 - 995 - 996 - 997 - 998 - 999